# Dwanaście ogniw współzależnego powstawania
Uzasadnienie: To to samo pojęcie, tylko termin tam sanskrycki versus tu polski
Dwanaście ogniw współzależnego powstawania (skt: प्रतीत्यसमुत्पाद, pratītyasamutpāda; pali: paticca-samuppāda; tyb.: rten.cing.'brel.bar.'byung.ba; chin.: 緣起) – obok Czterech Szlachetnych Prawd jeden z głównych poglądów używanych w buddyzmie. Dwanaście ogniw współzależnego powstawania opisują proces istnienia w Samsarze. Spotyka się też interpretację, że Paticca-Samuppāda opisuje w szczególności Pierwszą i Drugą Szlachetną Prawdę o Istnieniu i Przyczynie Cierpienia.

## Podstawowa formuła tekstu wjęzyku pali
Tattha avijjāpaccayā sankārā, sankhārapaccayā viññānapaccayā nāmarūpam, nāmarūpapaccayā salāyatanam, salāyatanapaccayā phasso, phassapaccayā vedanā, vedanāpaccayā tanhā, tanhāpaccayā upādānam, upādānapaccayā bhavo, bhavapaccayā jāti, jātipaccayā jarāmarana-soka-pravideva-dukkha-domass'-upāyāsā sambhavanti. Evam etassa kevalassa dukkhakkhandhassa samudayo hotĭ yi. Ayam ettha paticcasamuppādanayo.
Zależnie od ignorancji powstają działania wolicjonalne, zależnie od działania wolicjonalnego powstaje odradzająca się świadomość, zależnie od odradzającej się świadomości powstaje umysł-ciało, zależnie od umysłu-ciała powstaje sześć zmysłów, zależnie od sześciu zmysłów powstaje kontakt, zależnie od kontaktu powstaje odczucie, zależnie od odczucia powstaje lgnięcie, zależnie od lgnięcia powstaje chwytanie, zależnie od chwytania powstaje stawanie się, zależnie od stawania się powstaje odradzanie się, zależnie od odradzania się powstaje schyłek i śmierć, smutek, lament, ból, zmartwienie i rozpacz. Tak więc powstaje całe skupisko cierpienia.

## Wersja klasyczna dwunastoczłonowa
Współzależne Powstawanie w klasycznej dwunastoczłonowej formie.
| Przyczyna                                                                                   | Skutek                                                                                      | Opis przyczyny |
| ------------------------------------------------------------------------------------------- | ------------------------------------------------------------------------------------------- | --- |
| Zasadnicza Niewiedza, Ignorancja - (Avijjā)                                                 | Działania Wolincjonalne - (Sankhāra)                                                        | Avijjā to nierozpoznanie Czterech Szlachetnych Prawd i wynikające z tego wszystkie błędne poglądy. Mimo że w klasycznej dwunastoczłonowej wersji Avijjā jest wymieniania na początku, nie stanowi jednak pierwszej przyczyny. Nie jest pierwszym początkiem rzeczy. Wynika to z faktu, że w buddyjskiej myśli filozoficznej nie istnieją żadne tego typu poglądy jak Pierwsza Przyczyna (causa prima). Avijjā nie jest zwykłym brakiem wiedzy i nie wynika tylko z braku informacji. Jest raczej brakiem pewnej wrażliwości, która jak cienki płaszcz blokuje jasne rozpoznanie rzeczywistości. |
| Działanie Wolincjonalne - (Sankhāra)                                                        | Odradzająca się Świadomość, Świadomość przywiązana do odradzania się - (Patisandhi-Viññāṇa) | Sanhārā jest opisywana zwykle przez współczesnych myślicieli buddyjskich jako inna nazwa na Karmę. Termin Samkhārā powinien być rozumiany w zależności od kontekstu, gdyż nie ma odpowiedniego tłumaczenia tego słowa z Pāli na języki zachodnie. Wszystkie moralne i niemoralne myśli, słowa i uczynki zawarte są w samkhārā. Działania złe jak i dobre, które wynikają bezpośrednio z niewiedzy muszą wydłużać wędrówkę w kole narodzin i śmierci, niemniej jednak działania jednostki wolne od chciwości, nienawiści i niewiedzy są przyczyną późniejszego Przebudzenia. Działalność Buddów i Arhatów nie należą do pojęcia samkhāry, gdyż nie pochodzą one z Niewiedzy. |
| Odradzająca się Świadomość, Świadomość przywiązana do odradzania się - (Patisandhi-Viññāṇa) | Umysł-Ciało - (Nāma-Rūpa)                                                                   | Patisandhi-Viññāṇa jest uważana za początek życia, a także określana jako świadomość powodująca odpłatę narodzinami i śmiercią. Łączy ze sobą przeszłość z teraźniejszością. W Abhidharmmie opisanych jest dziewiętnaście rodzajów Patisandhi-Viññāṇa. Przyjmuje się, że od strony biologii jest to moment poczęcia. |
| Umysł-Ciało - (Nāma-Rūpa)                                                                   | Sześć Zmysłów - (Salāyatana)                                                                | Nāma składająca się ze skupisk uczuć (vedanā), percepcji (saññā), stanów mentalnych (samkhārā) powstaje jednocześnie ze świadomością przywiązaną do odradzania się. Rūpa tutaj oznacza ciało (kāya), płeć (bhāva) i miejsce świadomości (vatthu). Tak samo jak Nāma powstaje jednocześnie z Patisandhi-Viññāṇa w sposób uwarunkowany wcześniejszą Karmą. |
| Sześć Zmysłów - (Salāyatana)                                                                | Kontakt - (Phassa)                                                                          | W trakcie życia płodowego stopniowo rozwijają się oczy, uszy, nos i język; wraz z ciałem i umysłem daje to sześć odrębnych narządów zmysłów. Pięć z tych narządów - oko, ucho, nos, język i ciało - mają charakter materialny i pełnią funkcje fizjologiczne. Szósty narząd zmysłowy - umysł - rozpoznaje wszelkie obiekty i stanowi funkcję mentalną i źródło świadomości. |
| Kontakt - (Phassa)                                                                          | Odczucie - (Vedanā)                                                                         | Kontakt oznacza poznanie wynikające ze spotkania się narządów zmysłów z obiektami zmysłów ale nie powinno to być rozumiane jako zwykłe zderzenie się zmysłów z obiektami. Narządy zmysłów wraz ze swymi obiektami wytwarzają różnicującą świadomość. "Z powodu oka i formy powstaje świadomość wizualna; kontakt jest połączeniem trzech. Z powodu ucha i dźwięku powstaje świadomość słuchowa; z powodu nosa i zapachów powstaje świadomość węchowa; z powodu języka i smaku powstaje świadomość smakowa; z powodu ciała i rzeczy namacalnych powstaje świadomość dotyku; z powodu umysłu i obiektów mentalnych powstaje świadomość umysłu. Kontakt jest połączeniem trzech. (Samyutta Nikāya, part II, p. 70; Kindred Sayings, part II, p. 50.). |
| Odczucie - (Vedanā)                                                                         | Lgnięcie, Łaknienie - (Tanhā)                                                               | Odczucie powstaje podczas kontaktu z obiektem za pomocą zmysłów. Rozróżnia się trzy typy odczuć: przyjemne (somanassa), nieprzyjemne (domanassa) i neutralne (adukkhamasukha). Razem z fizycznym cierpieniem (dukkha) i fizycznym szczęściem (sukha) daje razem pięć rodzajów odczuć. Szczęście płynące z doświadczenia Oświecenia nie jest powiązane z wymienionymi rodzajami odczuć, gdyż jest najwyższym szczęściem (Nibbānam paramam sukham) uwolnienia się od cierpienia. Nie jest to radość płynąca z kontaktu z jakimkolwiek obiektem. |
| Lgnięcie, Łaknienie - (Tanhā)                                                               | Chwytanie - (Upādāna)                                                                       | Lgnięcie wraz z Ignorancją stanowią kluczowe elementy Współzależnego Powstawania. Lgnięcie jest trójdzielne i rozróżnia się lgnięcie do przyjemności sensorycznych (kāmatanhā), lgnięcie związane z poglądami eternalizmu (bhavatanhā), czyli o nieprzemijalności i lgnięcie związane z poglądami nihilizmu (vibhavatanhā), czyli utrzymywanie poglądu, że wszystko znika po śmierci. Bhavatanhā i vibhavatanhā są również interpretowane odpowiednio jako związane z Dziedziną Formy (rūpabhava) i Dziedziną Bezformową (arūpabhava). Zwykle te dwa terminy tłumaczone są jako łaknienie istnienia i łaknienie nie-istnienia. Sześć rodzajów łaknienia odnoszą się do sześciu obiektów jak barwa, dźwięk, zapach, smak, dotyk i świadomość, i tworzą dwanaście, gdy odnoszą się do form zewnętrznych i wewnętrznych. Włączając przeszłość teraźniejszość i przyszłość powstaje trzydzieści sześć rodzajów łaknienia oraz włączając trzy rodzaje wymienione na początku, daje to sto osiem rodzajów łaknienia. Przywiązując się do obiektów byt ciała i umysłu wpada w otchłań cierpienia. Według badaczy nie ma idealnego tłumaczenia terminu Tanhā z języka Pāli. Oprócz wymienionych już wcześniej łaknienia i lgnięcia spotyka się przywiązanie, pragnienia i czepianie się. |
| Chwytanie - (Upādāna)                                                                       | Stawanie się - (Bhava)                                                                      | W stosunku do Tanhā różnica polega na tym, że o ile wcześniej poszukujemy obiektu w ciemności, to Upādāna jest spowodowana przez zarówno lgnięcie, jak i błędne rozszczepienie na "ja" i "mnie". Chwytanie dzieli się na cztery elementy: sensoryczne, fałszywych wierzeń, przestrzegania rytuałów i ceremonii, i poglądów na istnienie duszy. |
| Stawanie się - (Bhava)                                                                      | Odradzanie się - (Jāti)                                                                     | Bhava jest tłumaczone jako moralne i niemoralne działanie tworzące Karmę, gdzie Kammabhava to aktywny proces stawania się na różnych płaszczyznach istnienia i Upapattibhava oznaczająca proces pasywny. Subtelna różnica pomiędzy Samkhārā i Kammabhava polega na tym, że pierwsza odnosi się do przeszłej egzystencji a druga do obecnej ale obie oznaczają karmiczną aktywność. Jedynie Kammabhava warunkuje przyszłą egzystencję. |
| Odradzanie się - (Jāti)                                                                     | Schyłek i Śmierć- (Jarā-Maranā)                                                             | Jāti jest kolejną fazą egzystencji - życiem, które jest naszym udziałem. |
| Schyłek i Śmierć - (Jarā-Maranā)                                                            | Zasadnicza Niewiedza, Ignorancja - (Avijjā)                                                 | Po narodzeniu nie sposób uniknąć smutku, lamentu, starzenia się, choroby i śmierci. Na skutek Zasadniczej Niewiedzy nie sposób jest też uniknąć akumulacji skalań, które po śmierci prowadzą w rezultacie do ponownych narodzin. |

## Przeciwny porządek Współzależnego Powstawania
Jeżeli opisano proces przyczynowo-skutkowy w jednym kierunku, to możliwy jest też proces odwrotny. Jeżeli ze względu na przyczynę powstaje efekt zatem, gdy przyczyna ustaje skutek ustaje również. Cała formuła wygląda następująco:
- Całkowite wygaśnięcie Ignorancji (Avijjā) prowadzi do wygaśnięcia Działania Wolincjonalnego (Sankhāra)
- Wygaśnięcie Działania Wolincjonalnego prowadzi do wygaśnięcia Odradzającej się Świadomości (Patisandhi-Viññāṇa)
- Wygaśnięcie Odradzającej się Świadomości prowadzi do wygaśnięcia Umysłu-Ciała (Nāma-Rūpa)
- Wygaśnięcie Umysłu-Ciała prowadzi do wygaśnięcia Sześciu Zmysłów (Salāyatana)
- Wygaśnięcie Sześciu Zmysłów prowadzi do wygaśnięcia Kontaktu (Phassa)
- Wygaśnięcie Kontaktu prowadzi do wygaśnięcia Odczucia (Vedanā)
- Wygaśnięcie Odczucia prowadzi do wygaśnięcia Lgnięcia (Tanhā)
- Wygaśnięcie Lgnięcia prowadzi do wygaśnięcia Chwytania (Upādāna)
- Wygaśnięcie Chwytania prowadzi do wygaśnięcia Stawania się (Bhava)
- Wygaśnięcie Stawania się prowadzi do wygaśnięcia Odradzania się (Jāti)
- Wygaśnięcie Odradzania się prowadzi do wygaśnięcia Schyłku i Śmierci (Jarā-Maranā)

Tak więc prowadzi do wygaśnięcia całego skupiska cierpienia.
Pierwsze dwa składniki odnoszą się do przeszłości, osiem środkowych do teraźniejszości a dwa ostatnie do przyszłości.
Spośród wszystkich moralne i niemoralne aktywności (samkhārā) oraz działania (bhava) uważane są za Karmę.
Niewiedza (avijia), lgnięcie (tanha) i chwytanie (Upadana) są uważane za skalania (kilesa).
Odradzająca się Świadomość (patisandhi-viññāna), umysł-ciało (nāma-rūpa), sześciu zmysłów (salāyatana), kontakt (phassa), odczucie (vedanā), odradzanie się (Jati), schyłek i śmierć
(jarā-maranā) uważane są za efekty (vipāka).

## Współzależne Powstawanie w odniesieniu do trzech czasów
Spotykana jest również forma pokazująca proces Współzależnego Powstawania w czasie.
| 3 czasy        | 12 czynników | 20 trybów, 4 grupy                                                                            |
| Przeszłość     | - 1. Niewiedza - 2. Działania Wolincjonalne | Pięć przeszłych przyczyn: 1, 2, 8, 9, 10.                                                     |
| Teraźniejszość | - 3. Odradzająca się Świadomość - 4. Umysł-Ciało - 5. Sześć Zmysłów - 6. Kontakt - 7. Odczucie - 8. Lgnięcie - 9. Chwytanie - 10. Stawanie się | - Pięć teraźniejszych skutków: 3, 4, 5, 6, 7. - Pięć teraźniejszych przyczyn: 8, 9, 10, 1, 2. |
| Przyszłość     | - 11. Narodziny - 12. Schyłek i Śmierć | Pięć przyszłych skutków: 3, 4, 5, 6, 7.                                                       |

## Proces reinkarnacji z punktu widzenia 12 ogniw współzależnego powstawania
W buddyzm tybetańskim rozpatruje się następujący proces reinkarnacji uwzględniający stan przejściowy bardo pomiędzy śmiercią i następnym odrodzeniem:

### 6 ogniw obecnych przed obecnym odrodzeniem
Niewiedza (brak rozpoznania natury egzystencji; nie-oświecenie) (1) warunkuje odrodzeniami Karmę (2) w Świadomości (3). Chwytanie (8) i Pożądanie (9) prowadzi w Procesie Powstawania (10) do kolejnego odrodzenia po tym jak nastąpiła Śmierć w poprzednim życiu i okres przejściowy bardo

### 6 ogniw obecnego odrodzenia
Nazwa i Forma (4) to pęd ku 6 zmysłom i świadomości, w kolejnym odrodzeniu w łonie matki (w przypadku np. odrodzenia w ciele ludzkim). Następnie manifestuje się w łonie matki Sześć Podstaw (5) wzroku, słuchu, smaku, dotyku, zapachu i mentalnych zdolności. Stopniowo zmysły zaczynają się pojawiać, a kiedy ciało przybiera postać zdolną do odczuwania Kontaktu (6) manifestują się Uczucia (7) pożądania, niechęci lub neutralne w łonie matki. Następnie następują Narodziny (11). Kolejne ogniwo to Starość i Śmierć (12).

## Implikacje
Paticca-Samupāda opisuje proces nieskończony i niemający ani początku ani końca. Z tego punktu widzenia pytanie o początek istnienia jest nieadekwatne, gdyż przyczynowo-skutkowa egzystencja podtrzymywana Ignorancją jest nieskończona. Gdy natomiast Ignorancja zastąpiona jest Mądrością efektem tej zmiany ostatecznie jest Oświecenie (Nibbāna Dhatu).
Buddyzm nie zakłada istnienia nieśmiertelnego pierwiastka człowieka, który migruje odradzając się pomiędzy różnymi formami egzystencji. Nie postuluje istnienia duszy w rozumieniu jądra ludzkiego istnienia. Natomiast to, co jest przekazywane z egzystencji na egzystencję, to jakość karmicznego oddziaływania, przekazywana w trakcie odradzania się metaforycznie opisywana jako uderzenie jednej kuli bilardowej o drugą.
Innymi słowy: ".. bycie człowiekiem, oznacza ono, że w żadnej z pięciu grup (Skandha) nie da się znaleźć czegoś trwałego, istniejącego dla siebie. W swym powstawaniu wzajemnie zależne od siebie dharmy stwarzają człowieka, w którym z tego powodu nie da się rozpoznać żadnej wiecznej bytowej całości, żadnej trwałej istoty, żadnej indywidualności w dosłownym tego słowa znaczeniu, czyli jakiegoś niepodzielnego i dla siebie istniejącego bytu."
Należy mieć na uwadze zasadnicze implikacje tekstu Współzależnego Powstawania, jaki ma on na sposób widzenia świata, na co zwraca uwagę Volker Zotz: ".. Ponieważ przepaść pomiędzy totalitarnymi tendencjami w Europie a pluralizmem buddyjskim, między absolutnym podmiotem jako miarą wszystkich rzeczy a tym, co powstaje z zależności, jest nazbyt wielka, najłatwiej daje się znaleźć merytorycznie i strukturalnie podobieństwa w zachodnich ruchach myślowych, które powstały jeszcze przed panującymi dzisiaj lub też później płynęły wbrew głównemu nurtowi."

## Niekończący się Węzeł (Shrivatsa)
Rytualne przedstawienie nieskończonego cyklu Narodzin i Śmierci. Kwiaty lotosu w tym konkretnym przypadku symbolizują mistyczne pochodzenie znaku.
Ten geometryczny znak symbolizuje naturę rzeczywistości, gdzie wszystko jest powiązane i istnieje jedynie jako część sieci Karmy i jej efekt. 
W innym kontekście nie mając ani początku ani końca symbolizuje również nieskończoną mądrość Buddy i związek Współczucia i Mądrości.

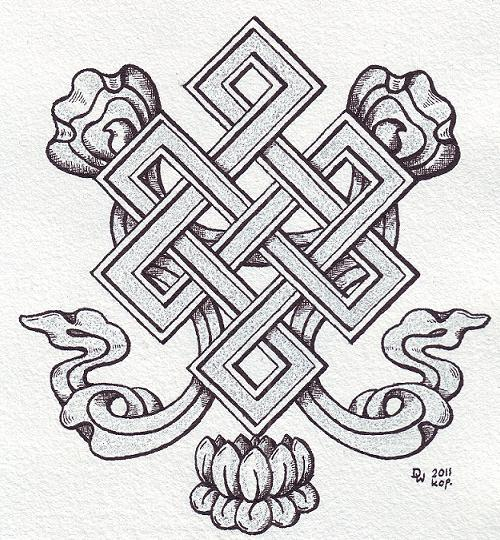
Shrivatsa